# Beata Bednarz
Beata Bednarz (ur. 6 lipca 1965 w Katowicach) – polska wokalistka, muzyk sesyjny.

## Kariera muzyczna
Absolwentka Akademii Muzycznej w Katowicach w klasie wokalistyki jazzowej z tytułem magistra sztuki, w której jest także wykładowcą na stanowisku asystenta. W 1979 trafiła do amatorskiego zespołu „Posłani”. Od tamtego czasu trwa jej fascynacja „czarną muzyką” i chórami gospel. Karierę zawodową rozpoczęła w 1985, śpiewała z zespołami kojarzonymi z nurtem gospel i CCM, m.in.: Heavy Blues, Amenband, Trzecia Godzina Dnia, Gaude Band i Deus Meus.
W kolejnych latach działalności muzycznej współpracowała z wieloma polskimi wykonawcami, takimi jak Krystyna Prońko, Mietek Szcześniak, Katarzyna Gärtner, Krzesimir Dębski, Stanisław Sojka, Andrzej Piaseczny, Krzysztof Kiljański, Edyta Górniak, Kayah, Maryla Rodowicz, Grażyna Łobaszewska, Halina Frąckowiak, Kasia Kowalska, Natalia Kukulska, Monika Kuszyńska, Tatiana Okupnik, Krzysztof Krawczyk, Andrzej Cudzich, Wojciech Karolak, Budka Suflera, De Mono, Norbi, Perfect, Varius Manx czy Gang Olsena. Pracowała również z zagranicznymi artystami, Johnem Lee Hookerem Jr., Garou, Lemarem, Gordonem Haskellem, Heleną Vondráčkovą, Karelem Gottem, Drupim i Demisem Roussosem.
Współpracowała z Orkiestrą Adama Sztaby m.in. przy drugiej edycji programu Idol. W latach 2005–2011 była jedną z solistek śpiewających w programie rozrywkowym TVN Taniec z gwiazdami. W latach 2014–2017  śpiewała  w orkiestrze Tomasza Szymusia w programie rozrywkowym Polsatu Dancing with the Stars. Taniec z gwiazdami. Współpracowała z Teatrem Polskim w Bielsku-Białej. Wraz z chórem i orkiestrą Filharmonii Śląskiej występowała w oratorium Janusza Kohuta Droga nadziei i Gość oczekiwany.
Zaśpiewała piosenkę „Krąg życia” na potrzeby ścieżki dźwiękowej do filmu Król lew, wydanej w 2001. Nagrała też partie wokalne do piosenek w polskiej wersji językowej filmów Mój brat niedźwiedź 2 i Księżniczka i żaba. Zaśpiewała również tytułową piosenkę do serialu Agentki oraz wystąpiła w ostatnim odcinku serialu Niania, wykonując piosenkę „Goodbye My Love”.
W latach 2005–2009 z Lorą Szafran i Patrycją Golą tworzyła zespół Big Stars. Współpracuje z Małą Akademią Jazzu, gdzie na audycjach prezentuje dzieciom i młodzieży muzykę gospel i blues.
10 lipca 2012 wystąpiła na XXV Międzynarodowym Saletyńskim Spotkaniu Młodych w Dębowcu.

## Dyskografia

### Albumy studyjne
| Rok  | Tytuł albumu                                       |
| ---- | -------------------------------------------------- |
| 1987 | Uwielbiam Cię współpraca: Andrzej Gąsiorowski      |
| 1988 | Ostatnia wieczerza współpraca: Andrzej Gąsiorowski |
| 1990 | Pelengator współpraca: Mirosław Kałużny            |
| 1994 | Wierna współpraca: Mirosław Kałużny                |
| 1994 | Exodus                                             |
| 1996 | Nokturn                                            |
| 1998 | Co jest grane współpraca: Mirosław Kałużny         |
| 2001 | Wróżka współpraca: Jagoda (3)                      |
| 2004 | Jest współpraca: Budka Suflera                     |
| 2005 | Deltaboo współpraca: Bootis Connection             |
| 2006 | Piosenki nieprzypadkowe współpraca: Piotr Kominek  |
| 2008 | Zwątpienie zdziwienie współpraca: Piotr Kominek    |
| 2009 | Pasja miłości współpraca: Piotr Kominek            |
| 2010 | Świątecznie współpraca: Piotr Kominek              |
| 2012 | Zamieszkaj ze mną współpraca: Piotr Kominek        |
| 2013 | Czy znasz to Imię                                  |

## Teledyski
Wzięła udział w nagraniu teledysków:
- Mietek Szcześniak – O niebo lepiej
- Jacek Cygan, Romuald Lipko – Pokonamy fale
- Budka Suflera – Nad brzegiem tęczy
- Big Stars – Teraz my
- Big Stars – Słaba płeć
- Gang Olsena i przyjaciele – Boże Narodzenie
- Beata Bednarz – Podaj im dłoń
- Beata Bednarz – Samotność
- Beata Przybytek i Beata Bednarz – I Had a Chat